# Back (fiume Canada)
Il Back (Thlewechodyeth in Inuit, o Great Fish River in inglese), è un fiume della regione del Kitikmeot, nella provincia del Nunavut, in Canada.
Questo fiume è lungo 1150 km. Nasce dal relativamente piccolo lago Sussex e scorre con un corso molto tortuoso in direzione nord-est verso la Baia di Chantrey nell'Oceano Artico.
Come molti fiumi del Nunavut è navigabile solamente da esperti canoisti per via delle numerose ed impegnative rapide.
In quanto parte del Nunavut, il fiume Back è soggetto a climi molto rigidi e ad un persistente vento polare, dalle semplici raffiche alle vere e proprie bufere. Un equipaggiamento di rilievo è richiesto per la sopravvivenza dell'uomo in questa zona.

## Storia
La prima esplorazione di cui siamo a conoscenza da parte di un europeo fu quella di George Back nel 1834, James Anderson con la Compagnia della Baia di Hudson nel 1856. Dopo un vuoto di poco superiore ai 100 anni il Back fu nuovamente disceso nel 1962 da due gruppi. Il primo, inglese, formato da quattro uomini, e l'altro, statunitense, da quattro giovani. Il gruppo inglese fu condotto da Robert Cundy che scrisse un libro sulle sue avventure chiamato Beacon Six, mentre gli statunitensi furono condotti da Austin Hoyt. Questi ultimi partirono dalla sorgente presso il lago Sussex con due canoe ricavate da tronchi di cedro e raggiunsero la costa prima del gruppo inglese. Il gruppo di Cundy inizio più a valle, presso il lago Beechey e furono, appunto, superati dai nordamericani. I britannici avevano tre foldup-kayak uno dei quali si ruppe durante la spedizione. Entrambi i gruppi filmarono il viaggio, quello europeo fu anche trasmesso in televisione da un canale canadese.

## Fauna e flora
L'area intorno al corso del fiume è piena di vita selvaggia. Moltissimi pesci, caribù, bisonti, lupi. Occasionalmente si possono avvistare orsi grizzly, gufi, lepri artiche. Come il fiume si avvicina all'oceano artico si possono vedere anche gli orsi polari. Si raccomanda come protezione dagli orsi l'acquisto del repellente per orsi.
Comunque, mentre la fauna è così variegata e numerosa, la flora presenta vegetazione bassa e non adatta come combustibile per cucinare. Gli alberi sono completamente assenti.

## Laghi
Lungo il suo corso forma numerosi laghi tra cui:
- Beechey
- Pelly
- Garry
- Buliard
- MacDougall
- Franklin

## Sport acquatici
Il fiume Back costituisce un lungo e difficile viaggio, impegnando oltre un mese di duro lavoro per canoisti esperti. È considerato più arduo da percorrere rispetto al fiume Kazan. Molte rapide terminano in veri e propri giardini di roccia che rendono spesso obbligatorio spostarsi a piedi. Dopo le Escape Rapids questa necessità di percorrere certi tratti a piedi viene meno, presentandosi infatti rapide meno rocciose e quindi meno rischiose. Altre due notevoli aeree di notevole interesse sono le Sandhill Rapids e le Wolf Rapids.
Le sorgenti del Back possono essere raggiunte grazie ad un aereo galleggiante partendo da Yellowknife. Al termine del tragitto si può chiamare un bush plane dal lago Baker per un atterraggio in una zona preadattata nella tundra. Chi volesse organizzare un'escursione in canoa sul fiume deve superare il lago Garry entro il giorno 8 di agosto, perché tale giorno rappresenta l'inizio del cambio di stagione, da cui infatti le condizioni del tempo possono peggiorare da un momento all'altro. Bisogna ricordarsi che è facile cadere in ipotermia e quindi morire. È necessario preparare un notevole equipaggiamento.